# Aspilota pygmipunctum
Aspilota pygmipunctum är en stekelart som beskrevs av Fischer 1973. Aspilota pygmipunctum ingår i släktet Aspilota och familjen bracksteklar. Inga underarter finns listade.